# Phán quyết cuối cùng (Memling)

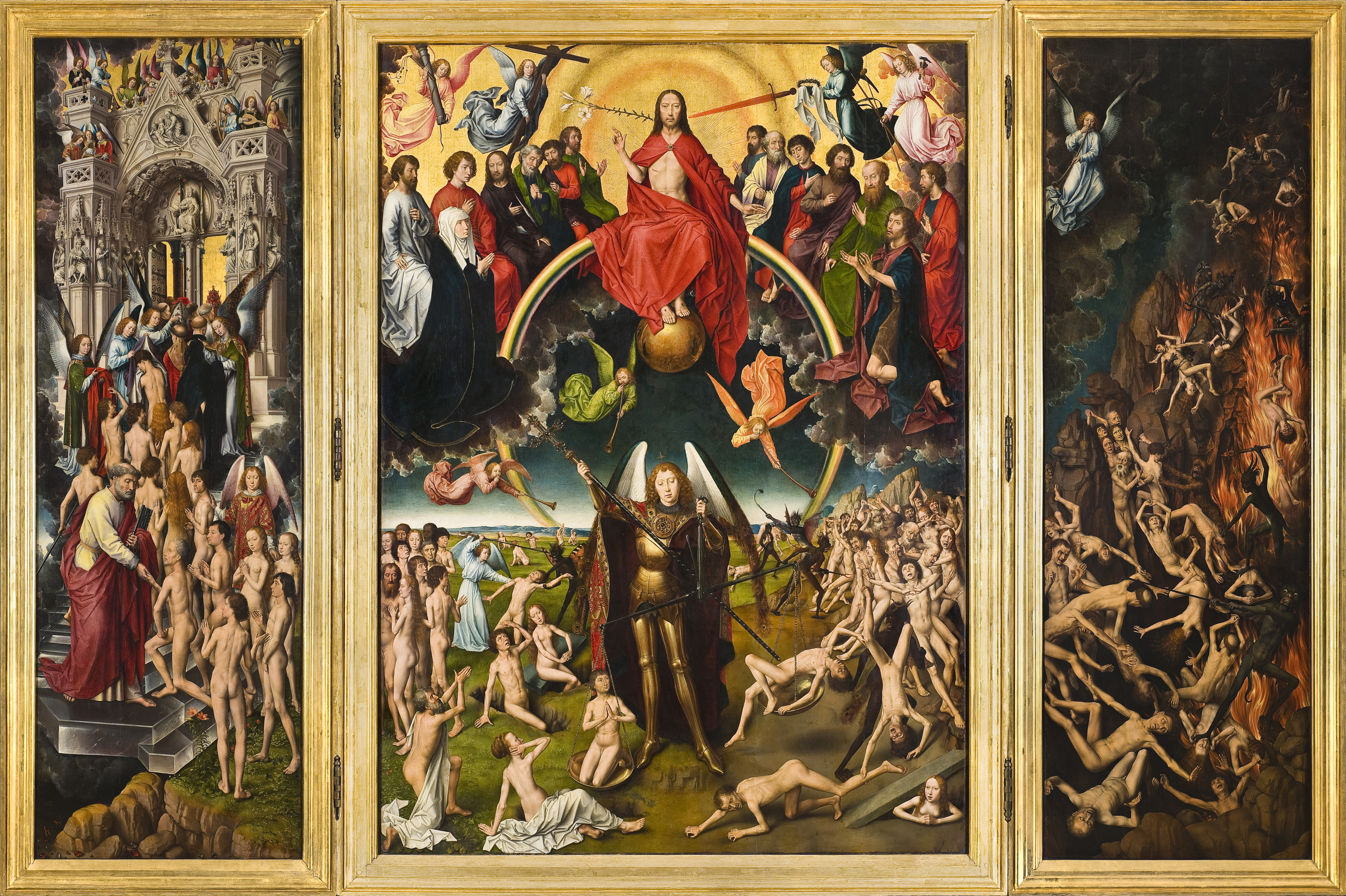
Phán quyết cuối cùng của Hans Memling, c. cuối những năm 1460, Bảo tàng Quốc gia, Gdańsk

Phán quyết cuối cùng (tiếng Ba Lan: Sąd Ostateczny) là bức tam liên họa do họa sĩ Hans Memling vẽ trong khoảng thời gian từ năm 1467 đến năm 1471. Ban đầu không rõ tác giả, ban đầu tưởng là của anh em nhà van Eyck. Mãi đến năm 1843, Heinrich Gustav Hoto mới xác nhận họa sĩ Hans Memling mới là tác giả thật sự của bức tranh
Bức tranh hiện đang ở Bảo tàng Quốc gia ở Gdańsk, Ba Lan.
Bức tranh được một đặc vụ của Medici tại Bruges tên Angelo Tani ủy quyền. Năm 1473, khi đang được vận chuyển đến Ý trên tàu San Matteo, Angelo Tani nhưng đã bị lính Gdańsk ở tàu lùng tên là Paul Beneke bắt giữ trên biển. Một vụ kiện kéo dài chống lại Liên minh Hanse yêu cầu bức tranh trở lại Ý. Bức tranh từng được trưng bày trong Vương cung thánh đường Giả định, sau đó chuyển đến vị trí hiện tại.
Bức tam liên họa mô tả Phán xét cuối cùng trong lần chúa Giêsu tái lâm, hình ảnh bức trung tâm bức tranh ám chỉ Chúa Giêsu ngồi phán xét thế giới. Trong khi đó bức tranh cánh phải Tổng lãnh thiên thần Micae đang cân nhắc chọn lọc và trừng phạt linh hồn bị nguyền rủa xuống chốn Địa ngục. Bức tranh cánh trái là những linh hồn cứu rỗi, được  Thánh Phêrô và các thiên thần chào mừng lên thiên đàng.